# Poison Pill (groupe)
Pour l’article homonyme, voir Poison Pill (album).
Poison Pill est un groupe de heavy metal et power metal suédois, formé en 2017. 

## Biographie
Les membres du groupe ne sont actuellement pas connus, ce qui semble être voulu car « il ne s'agit pas d'une question d'individus qui forment un ensemble dans le but de promouvoir leur propre carrière, mais de rester dans l'authenticité d'une vraie expression artistique sans se complaire dans le culte de la personnalité ». Les influences du groupe sont à rechercher du côté de groupes comme Judas Priest et Accept.
Le premier album homonyme du groupe est sorti le 7 novembre 2017 chez le label Sliptrick Records. Cet album est le premier d'une trilogie déjà programmée.
Les membres sont actuellement inconnus. Il est signalé que les enregistrements du premier album ont été réalisés avec le batteur Snowy Shaw.

## Discographie

### Albums studio
- 2017 : Poison Pill